# Ezzatollah Akbari
Ezzatollah Akbari (pers. ‏عزت‌الله اکبری‎; ur. 11 listopada 1992 w Dżujbarze) – irański zapaśnik startujący w stylu wolnym, wicemistrz świata.
Startuje w kategorii wagowej do 74 kg. Srebrny medalista mistrzostw świata z Budapesztu w 2013 roku. Wicemistrz igrzysk azjatyckich w 2014. Zdobył złoty medal w mistrzostwach Azji w 2018 i brązowy w 2013. Triumfator halowych igrzysk azjatyckich w 2017.
Brązowy medalista igrzysk wojskowych w 2015. Pierwszy w Pucharze Świata w 2014 i piętnasty 2013 roku.